# Volvariella bombycina
A Volvariella bombycina é uma espécie de cogumelo comestível da família Pluteaceae. É uma espécie incomum, mas muito difundida, tendo sido relatada na Ásia, Austrália, Caribe, Europa e América do Norte. O basidioma começa a se desenvolver em um saco fino, semelhante a um ovo. Esse saco se rompe e o estipe se expande rapidamente, deixando o saco na base do estipe como uma volva. O píleo, que pode atingir um diâmetro de até 20 cm, é branco a levemente amarelado e coberto de pelos sedosos. Na parte inferior do píleo, há lamelas bem espaçadas, livres de ligação com o estipe, e inicialmente brancas antes de se tornarem rosadas à medida que os esporos amadurecem. O cogumelo cresce individualmente ou em grupos, aparecendo com frequência em buracos e feridas antigas em olmos e bordos. A V. bombycina contém compostos com propriedades antibacterianas.

## Taxonomia
A espécie foi descrita pela primeira vez em 1774 pelo naturalista alemão Jacob Christian Schäffer como Agaricus bombycinus. Ao longo de sua história taxonômica, ela foi misturada a vários gêneros, incluindo Pluteus (por Elias Fries em 1836), Volvaria (Paul Kummer, 1871), e Volvariopsis (William Alphonso Murrill, 1911). Rolf Singer a colocou em seu gênero atual, Volvariella, em 1951. Outros nomes que foram dados à espécie incluem Amanita calyptrata de Jean-Baptiste Lamarck e Agaricus denudatus de August Johann Georg Karl Batsch (ambos publicados em 1783), mas esses são nomes ilegítimos, pois o nome anterior de Schäffer, de 1774, tem prioridade.
Em 1949, Murrill descreveu a variedade flaviceps a partir de coletas feitas em madeira de magnólia em Gainesville, Flórida. Embora ele a tenha descrito originalmente como uma nova espécie, Volvaria flaviceps, Robert Shaffer a considerou uma variedade de V. bombycina. A variedade microspora foi descrita pela primeira vez em 1953, sendo posteriormente (1961) nomeada por Richard William George Dennis; a variedade palmicola foi originalmente descrita como uma espécie distinta Volvaria palmicola pelo micologista belga Maurice Beely em 1928, e posteriormente como uma variedade de V. bombycina pelo mesmo autor em 1937.
A raiz do nome genérico Volvariella (bem como Volvaria e Volvariopsis, gêneros nos quais a espécie havia sido anteriormente colocada) deriva do latim volva, que significa "invólucro" ou "uma cobertura". O epíteto específico bombycina deriva da raiz em latim bombyc ou "sedoso". Os nomes comuns do cogumelo incluem "bainha sedosa" (silky sheath), "lamela rosada sedosa" (silky rosegill), "cogumelo de palha de seda prateada" (silver-silk straw mushroom) ou "cogumelo da árvore" (tree mushroom).

## Descrição
Os basidiomas são inicialmente em forma de ovo quando ainda estão envoltos no véu universal. À medida que se expandem, os píleos se tornam mais tarde convexos ou em forma de sino e, finalmente, quase achatados na maturidade, atingindo um diâmetro de 5 a 20 cm. A superfície seca do píleo é coberta por fios sedosos; sua cor é branca a amarelada, tornando-se mais pálida próximo da margem. A carne é fina, macia e branca, e tem um odor que lembra o de batatas cruas. As lamelas são aglomeradas próximas umas das outras, livres de fixação ao estipe, e inicialmente brancas antes de se tornarem rosadas à medida que os esporos amadurecem. O estipe mede de 6 a 20 cm de comprimento por 1 a 3 cm de espessura e é tipicamente afilado para cima ou engrossado para baixo; é branco, com uma superfície lisa e geralmente ligeiramente curvado. O véu universal é membranoso, frequentemente areolado (rachado em blocos de formato irregular) ou escamoso, e forma uma volva longa e semelhante a um saco que envolve a base do estipe. A volva é branca a amarelada ou marrom escura e frequentemente dividida em lóbulos.

Os cogumelos produzem uma esporada com uma cor que varia de rosada ao salmão. Os esporos são elípticos, lisos e medem de 6,5 a 10 por 4,5 a 6,5 μm. Os basídios (células portadoras de esporos) são em forma de taco, com quatro esporos e medem de 19 a 43 por 6 a 11 μm. Os pleurocistídios (cistídios que ocorrem na face lamelar) geralmente têm formato fusiforme, mas possuem uma morfologia muito variável; são abundantes no himênio e têm dimensões de 26 a 122 por 8 a 57 μm. Os queilocistídios (na borda da lamela) são semelhantes em morfologia e abundância, alguns podem apresentar nódulos na extremidade de projeções delgadas de até 20 μm de comprimento; as dimensões estão na faixa de 26 a 144 μm de comprimento por 8 a 46 μm de largura. As fíbulas estão ausentes nas hifas.

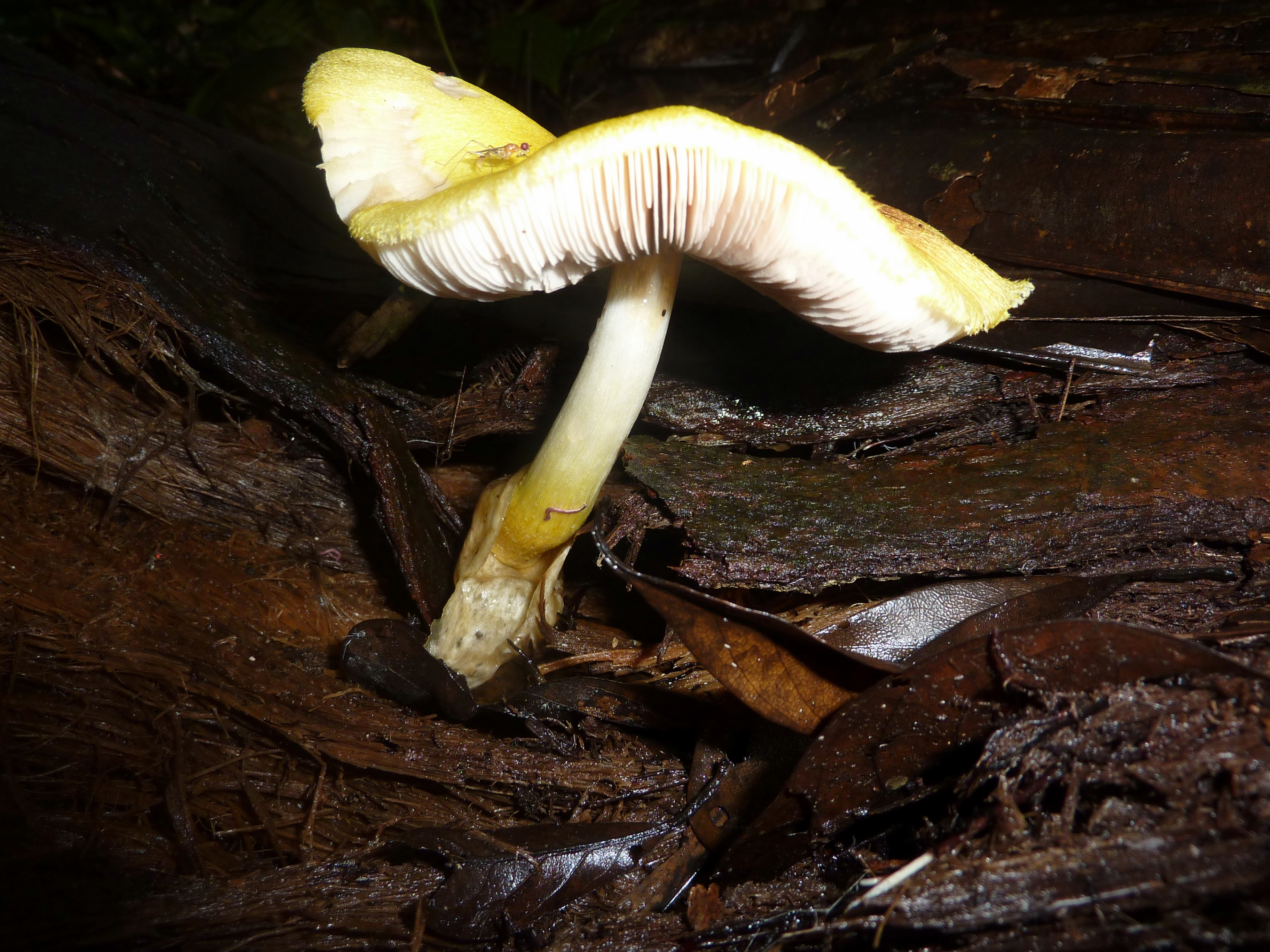
A variedade flaviceps tem um píleo amarelo.

A variedade V. bombycina var. flaviceps se distingue da forma principal por seus píleos menores, de cor amarela brilhante, com até 3,5 cm de diâmetro, e sua volva escamosa, branca e suja. Murrill também observou que ela desenvolveu um "odor peculiar de enjoo durante a secagem". A V. bombycina var. microspora tem esporos menores (6 a 7,5 por 4 a 5 μm), um píleo amarelo e uma volva marrom manchada. A V. bombycina var. palmicola também tem um píleo amarelo e esporos pequenos (5,9 a 7,5 por 4,3 a 5,4 μm), mas pode ser distinguida das variedades anteriores por suas lamelas distantes.
Os basidiomas podem ser facilmente cultivados em cultura de laboratório.

### Espécies semelhantes
A combinação de um píleo branco sedoso, estipe branco, lamelas rosadas, esporada rosada e crescimento na madeira é característica dessa espécie e torna a identificação da Volvariella bombycina no campo relativamente fácil. Algumas espécies de Pluteus têm uma aparência geral semelhante e também produzem esporadas rosadas a marrom-rosadas, mas não têm uma volva. As espécies de Amanita crescem no solo e produzem esporos brancos. A V. pusilla tem um pequeno píleo de 0,5 a 3 cm de diâmetro com fibras sedosas e linhas curtas visíveis na borda do píleo quando úmido; ela cresce no solo de jardins e estufas e em gramados. A V. hypopithys tem um píleo branco de tamanho médio de 2 a 5 cm de diâmetro, com fibras sedosas a escamosas e sem as linhas curtas na borda do píleo quando úmido; ela cresce no solo em bosques. A V. caesiotincta tem um píleo cinza-azulado, enquanto a V. gloiocephala pode ser distinguida da V. bombycina por seu píleo liso que é pegajoso quando úmido e uma volva branca.

### Compostos bioativos
Vários metabólitos secundários bioativos foram isolados e identificados a partir de basidiomas, micélio ou cultura pura de Volvariella bombycina. Os compostos ergosta-4,6,8(14),22-tetraeno-3-ona, peróxido de ergosterol, indole-3-carboxaldeído e indazol foram encontrados em cultura líquida. Em 2009, o novo composto isodeoxihelicobasidina foi identificado a partir de caldo de cultura; esse composto inibe a enzima elastase humana. O fungo também produz compostos que têm atividade antioxidante.

## Habitat e distribuição

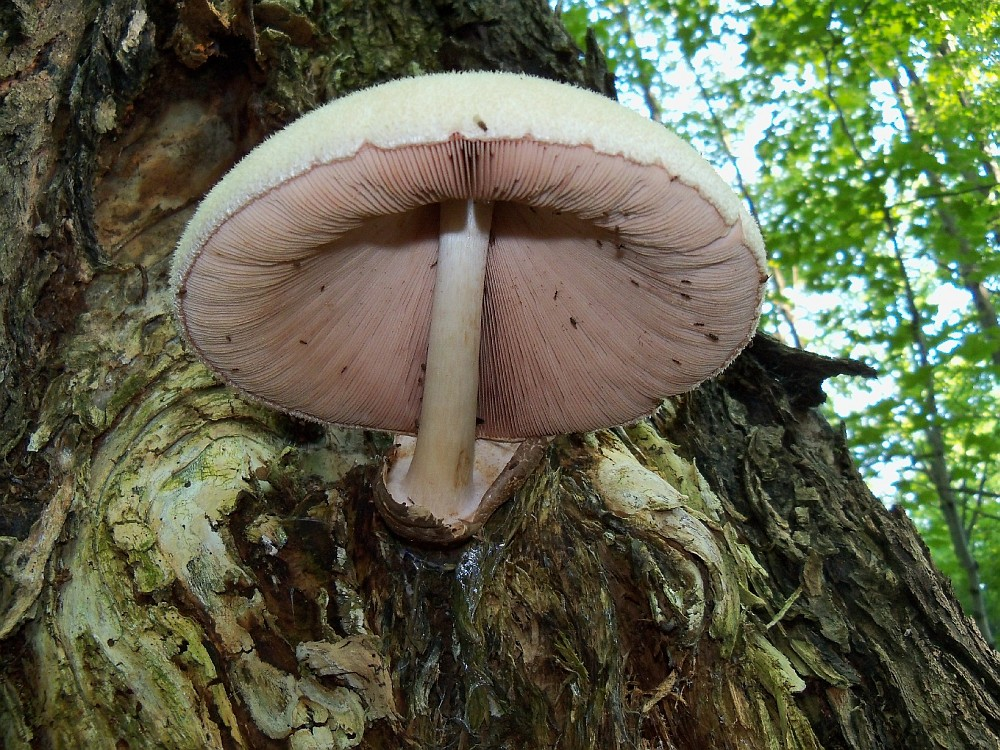
Os cogumelos geralmente crescem em buracos ou fendas em árvores, como mostrado aqui no bordo açucareiro.

A Volvariella bombycina é uma espécie saprófita. Os cogumelos crescem isoladamente ou em pequenos grupos em troncos e tocos deteriorados de madeiras de lei mortas. Entre as espécies preferidas estão o bordo açucareiro, o bordo vermelho, o carvalho canadense, a magnólia, a manga, a faia, o carvalho e o olmo. É frequentemente encontrada em fendas e buracos de troncos de árvores mortas ou vivas. Foi observado que ela frutifica no mesmo local por vários anos. Apesar de sua preferência por madeiras duras, foi relatado que ela cresce em raras ocasiões em madeira de coníferas. Espécie incomum com ampla distribuição, foi relatada na Ásia (Irã, China, Índia, Coreia,), Caribe (Cuba), Austrália, Europa, América do Norte e América do Sul. Adquiriu o status de protegida na Hungria em 2005, o que torna uma ofensa legal colhê-la. A variedade microspora é conhecida na Venezuela, enquanto a V. bombycina var. palmicola ocorre na República Democrática do Congo.

## Usos
Os cogumelos são comestíveis e geralmente considerados de boa qualidade. Eles foram chamados de "excelentes", "saborosos" com um "sabor modesto e agradável", e "vale a pena comer se encontrados em quantidades suficientes".

## Na cultura
Alexander H. Smith contou uma história de como circunstâncias únicas levaram ao desenvolvimento de uma superstição local sobre a espécie:
... os membros de uma família aqui em Ann Arbor foram envenenados, alguns fatalmente, como resultado da ingestão de cápsulas de uma espécie de Amanita. No ano seguinte, a Volvaria bombycina frutificou em uma árvore de bordo na casa dessas pessoas e circulou a história de que alguns dos esporos do fungo venenoso, que causou as mortes no ano anterior, escaparam da casa, alojaram-se na árvore, germinaram, cresceram e agora estavam produzindo cogumelos. Consequentemente, os cogumelos da Volvaria eram vistos com grande temor pelos vizinhos e logo passaram a ser chamados de "cogumelo fantasma". Ninguém, é claro, pensaria em comê-los.

## Links externos
- Volvariella bombycina em Index Fungorum
- Imagens em Mushroom Observer